# August Beck (Historiker)
August Emil Alfred Beck (* 28. Januar 1812 in Gotha; † 7. August 1874 ebenda) war ein deutscher Historiker und Archivar.

## Leben
Beck besuchte das Gothaer Gymnasium Illustre und studierte nach der Reifeprüfung evangelische Theologie und Philologie in Halle an der Saale. Von 1834 bis 1835 bereiste er Frankreich und England und wurde 1836 als Lehrer für die Fächer Englisch und Französisch an der neu gegründeten Gothaer Realschule angestellt. 1845 legte er das Lehramt nieder und arbeitete am herzoglichen Archiv Gotha, an der herzoglichen Bibliothek und im Münzkabinett.
Seine historischen Arbeiten zum Herzogtum Sachsen-Gotha waren grundlegend, besonders seine Geschichte des Herzogs Johann Friedrich des Mittleren in zwei Bänden (1858). Seine Geschichte des gothaischen Landes (zwei Bände, 1868) galt dagegen schon zu Lebzeiten als veraltet. Beck schrieb zahlreiche Artikel für die Allgemeine Deutsche Biographie.
1868 wurde er ordentliches Mitglied der Akademie gemeinnütziger Wissenschaften zu Erfurt.

## Schriften
- Ernst der Zweite, Herzog zu Sachsen-Gotha und Altenburg als Pfleger und Beschützer der Wissenschaft und Kunst. Perthes, Gotha 1854.
- Johann Friedrich der Mittlere, Herzog zu Sachsen. Böhlau, Weimar 1858.
- Ernst der Fromme, Herzog zu Sachsen-Gotha und Altenburg. Ein Beitrag zur Geschichte des siebzehnten Jahrhunderts. Böhlau, Weimar 1865.
- Graf Gustav Adolph von Gotter. Gotha 1867.
- Geschichte des gothaischen Landes. Thienemann, Gotha 1868–1876.